# Eredivisie (tafeltennis)
De eredivisie is in zowel de Nederlandse heren- als vrouwencompetitie tafeltennis het hoogst haalbare niveau voor clubteams. De NTTB organiseert het strijdtoneel sinds 1937 voor mannen en sinds 1953 voor vrouwen.
In beide competities strijden acht ploegen in één competitiejaar om eerst een najaarstitel en vervolgens de voorjaarstitel. Wanneer één team beide titels pakt, is het automatisch 'algeheel kampioen'. In het geval van twee verschillende winnaars volgt een (dubbele) onderlinge ontmoeting om de landskampioen te bepalen.

## Competitieverloop
1. Aan zowel de voor- als najaarscompetitie nemen acht ploegen deel. Deze spelen in eerste instantie allemaal één keer tegen elkaar. Een ontmoeting tussen twee teams bestaat uit zes enkelspelen en één dubbelspel. In iedere partij is één punt te verdienen, dus in totaal zeven.
2. Na zeven wedstrijden worden de vier bovenste clubs op de ranglijst gescheiden van de vier ondersten, in een kampioens- en een degradatiegroep.
3. De nummer één speelt een dubbele halve finale tegen de nummer vier: één keer uit en één keer thuis. De nummer twee doet hetzelfde tegen de nummer drie.
4. De winnaars van beide halve finales spelen een dubbele ontmoeting om de voor- dan wel najaarstitel.
5. Wanneer zowel de voor- als de najaarstitel vergeven is, spelen indien nodig beide titularissen in een dubbele ontmoeting om de titel 'algeheel kampioen'.
6. De vier ploegen die na zeven wedstrijden in de 'degradatiegroep' staan, spelen allemaal nog een wedstrijd tegen elkaar. Ploegen die eerst thuis speelden, spelen nu uit en vice versa.
7. De ploeg die na tien wedstrijden onderaan staat, degradeert rechtstreeks naar een van de twee eerste divisie-poules.
8. De winnaars van de twee eerste divisie-poules bepalen tijdens één ontmoeting wie rechtstreeks naar de eredivisie promoveert. De verliezer van die beslissingswedstrijd speelt één promotie/degradatieduel tegen de nummer zeven van de eredivisie.

## Landskampioenen

### Mannen
| - 1937 K.K.K. (Amsterdam) - 1938 't Plankje (Den Haag) - 1939 't Plankje (Den Haag) - 1940 niet gespeeld - 1941 Sparta (Amsterdam) - 1942 Sparta (Amsterdam) - 1943 Sparta (Amsterdam) - 1944 Quick'32 (Hilversum) - 1945 niet gespeeld - 1946 Sparta (Amsterdam) - 1947 NedLloyd (Amsterdam) - 1948 NedLloyd (Amsterdam) - 1949 NedLloyd (Amsterdam) - 1950 Sparta (Amsterdam) - 1951 Sparta (Amsterdam) - 1952 NedLloyd (Amsterdam) - 1953 Sparta (Amsterdam) - 1954 Sparta (Amsterdam) - 1955 Sparta (Amsterdam) - 1956 Sparta (Amsterdam) - 1957 Sparta (Amsterdam) - 1958 WIBO (Den Haag) - 1959 Sparta (Amsterdam) - 1960 WIBO (Den Haag) - 1961 AMVJ (Amsterdam) - 1962 AMVJ (Amsterdam) - 1963 AMVJ (Amsterdam) - 1964 AMVJ (Amsterdam) - 1965 NedLloyd (Amsterdam) | - 1966 NedLloyd (Amsterdam) - 1967 Scylla (Leiden) - 1968 NedLloyd (Amsterdam) - 1969 Scylla (Leiden) - 1970 Delta Lloyd (Amsterdam) - 1971 Delta Lloyd (Amsterdam) - 1972 Delta Lloyd (Amsterdam) - 1973 Tempo-Team (Amsterdam) - 1974 Tempo-Team (Amsterdam) - 1975 Tempo-Team (Amsterdam) - 1976 Tempo-Team (Amsterdam) - 1977 Tempo-Team (Amsterdam) - 1978 Tempo-Team (Amsterdam) - 1979 Tempo-Team (Amsterdam) - 1980 Tempo-Team (Amsterdam) - 1981 Tempo-Team (Amsterdam) - 1982 De Veluwe (Apeldoorn) - 1983 De Veluwe (Apeldoorn) - 1984 De Veluwe (Apeldoorn) - 1985 De Blaeuwe Werelt (Apeldoorn) - 1986 Valkencourt (Valkenswaard) - 1987 Dextro/Avanti (Hazerswoude-Dorp) - 1988 L. en T. (Eindhoven) - 1989 De Blaeuwe Werelt (Apeldoorn) - 1990 Tempo-Team (Amsterdam) - 1991 Tempo-Team (Amsterdam) - 1992 De Blaeuwe Werelt (Apeldoorn) - 1993 De Blaeuwe Werelt (Apeldoorn) - 1994 VSB Bank (Harkstede) | - 1995 Sloun Interieur (Buchten) - 1996 FVT Visser (Rotterdam) - 1997 FVT Visser (Rotterdam) - 1998 FVT Visser (Rotterdam) - 1999 Ankerstars (Middelstum) - 2000 't Zand (Middelburg) - 2001 FVT/De Keij (Rotterdam) - 2002 FVT/De Keij (Rotterdam) - 2003 FVT/De Keij (Rotterdam) - 2004 FVT/De Keij (Rotterdam) - 2005 Re/Max Hendrix (Buchten) - 2006 Re/Max Hendrix (Buchten) - 2007 Re/Max Hendrix (Buchten) - 2008 AA-Drink/FVT (Rotterdam) - 2009 AA-Drink/FVT (Rotterdam) - 2010 Enjoy & Deploy Heerlen - 2011 Wijzenbeek Westa - 2012 Wijzenbeek Westa - 2013 Enjoy & Deploy Taverzo (Zoetermeer) - 2014 Enjoy & Deploy Taverzo (Zoetermeer) - 2015 Enjoy & Deploy Taverzo (Zoetermeer) - 2016 Enjoy & Deploy Taverzo (Zoetermeer) - 2017 Enjoy & Deploy Taverzo (Zoetermeer) - 2018 De Treffers '70 (Klazinaveen) - 2019 Smash '70 (Hattem) - 2022 De Boer Taverzo (Zoetermeer) - 2023 De Boer Taverzo (Zoetermeer) - 2024 De Boer Taverzo (Zoetermeer) |

### Vrouwen
| - 1953 Brabant (Breda) - 1954 H.B.S. (Den Haag) - 1955 Batswingers (Den Haag) - 1956 Batswingers (Den Haag) - 1957 Batswingers (Den Haag) - 1958 Batswingers (Den Haag) - 1959 WIBO (Den Haag) - 1960 Wilhelmus (Voorburg) - 1961 Blue Star (Venlo) - 1962 Batswingers (Den Haag) - 1963 Batswingers (Den Haag) - 1964 Scylla (Leiden) - 1965 Gossima (Voorburg) - 1966 Helmond (Helmond) - 1967 Luto (Tilburg) - 1968 Irene (Tilburg) - 1969 Irene (Tilburg) - 1970 Helmond (Helmond) - 1971 De Treffers (Roelofarendsveen) - 1972 Mars E.S. (Amstelveen) - 1973 Tempo-Team (Amsterdam) - 1974 Delta Lloyd (Amsterdam) - 1975 Tempo-Team(Amsterdam) - 1976 Delta Lloyd (Amsterdam) - 1977 Tempo-Team (Amsterdam) | - 1978 Tempo-Team (Amsterdam) - 1979 Tempo-Team (Amsterdam) - 1980 Scylla (Leiden) - 1981 Scylla (Leiden) - 1982 Scylla (Leiden) - 1983 Scylla (Leiden) - 1984 Torenstad (Zutphen) - 1985 Scylla (Leiden) - 1986 Dextro/Avanti (Hazerswoude-Dorp) - 1987 Hotak'68 (Hoogerheide) - 1988 Megacles (Weert) - 1989 Megacles (Weert) - 1990 Megacles (Weert) - 1991 Besbo Irene (Tilburg) - 1992 HOI Opleidingen (Den Helder) - 1993 HOI Opleidingen (Den Helder) - 1994 Reflex (S) (Scheemda) - 1995 Haka/Treffers (Klazienaveen) - 1996 Haka/Treffers (Klazienaveen) - 1997 Haka/Treffers (Klazienaveen) - 1998 Schoonderbeek/DTK'70 (Klazienaveen) - 1999 Schoonderbeek/DTK'70 (Klazienaveen) - 2000 Hectas/DTK'70 (Klazienaveen) - 2001 Henk ten Hoor/DTK'70 (Klazienaveen) - 2002 Henk ten Hoor/DTK'70 (Klazienaveen) | - 2003 DOV Klaverlelie (Heerhugowaard) - 2004 DOV Klaverlelie (Heerhugowaard) - 2005 Fürst Manderveld (Heerlen) - 2006 Fürst Manderveld (Heerlen) - 2007 MF Services/Fürst (Heerlen) - 2008 MF Services/Fürst (Heerlen) - 2009 Li-Ning/MF Services Heerlen - 2010 Li-Ning/MF Services Heerlen - 2011 Dozy Den Helder Noordkop - 2012 TTV Lybrae Consultants Heerlen - 2013 Dozy Den Helder Noordkop - 2014 Dozy Den Helder Noordkop - 2015 Dozy Den Helder Noordkop - 2016 Dozy Den Helder Noordkop - 2017 Dozy Den Helder Noordkop - 2018 Dozy Den Helder Noordkop - 2019 TTV Lybrae Consultants Heerlen - 2020 ? - 2021 ? - 2022 ? - 2023 ? - 2024 Dozy Den Helder Noordkop |